# Sit canyella
El sit canyellao sit de Tahapis (Emberiza tahapisi) és una espècie d'ocell de la família dels emberízids (Emberizidae) que habita zones àrides, de vegades rocoses o amb escassos arbustos, per gran part de l'Àfrica subsahariana.

## Descripció
El sit canyella pesa entre 11,5 i 21 grams amb una longitud de 13-15 centímetres. Tot i que el plomatge difereix entre els joves, els mascles i les femelles, es poden identificar pel cap ratllat i les parts inferiors marró canyella. Els mascles tenen ratlles blanques i negres, mentre que les femelles són menys fosques i de color més marró. El pegat de la gola és uniformement negre als mascles, però més petit, grisenc i densament tacat a les femelles. Els joves són semblants a les femelles, però amb ratlles al cap menys evidents i una gola més pàl·lida i marró. Després de l'època de reproducció, els joves muden parcialment i els adults completament, de manera que totes les primàries i secundàries tenen la mateixa edat.
El cant es un trinat curt, agus i ràpis. Se sap que els mascles tenen vuit cants diferents amb 40 síl·labes discretes. La similitud dels cants disminueix amb la distància entre les poblacions locals, però totes acaben amb una síl·laba de xiulet final característica. Els individus interpreten cants des de posicions elevades, com ara des d'arbres, arbustos o roques.

## Distribució i hàbitat
Tenint una distribució molt estesa, el sit canyella es troba a la major part de l'Àfrica subsahariana continental però evitant els deserts, els boscos equatorials i les altituds elevades de les muntanyes.Es poden trobar en vessants rocosos i lleugerament boscosos amb vegetació escassa i sòl nu, però de vegades també es poden trobar en zones boscoses.Hi ha un cert grau de migració parcial amb certes poblacions que es desplacen al nord durant l'estació de pluges i al sud durant l'estació seca, així com a elevacions més baixes durant l'hivern.

## Comportament i ecologia
L'època de reproducció varia segons l'època de pluges de la regió. A les regions àrides amb pluges lleugeres, l'època de reproducció és durant tota l'estació de pluges, però a les regions amb pluges més abundants, l'època de reproducció és al final de l'estació de pluges. Són nidificants monògams però solitaris. El niu el construeixen amb branques i herba i normalment situat a terra en una zona ombrejada. La incubació i la cura de les cries la fan tant mascles com femelles. La incubació dura de 12 a 14 dies i la cria vola entre 14 i 16 dies després de l'eclosió, però segueix alimentant-se al territori dels pares durant tres setmanes. La mida de la posta és de 2-4 i els ous són de color blanc verdós o blavós amb taques de color marró fosc o marró vermellós.
El sit canyella s'alimenta principalment de llavors, però també se sap que mengen insectes, especialment en captivitat. Els pares alimenten els pollets amb llavors i insectes.

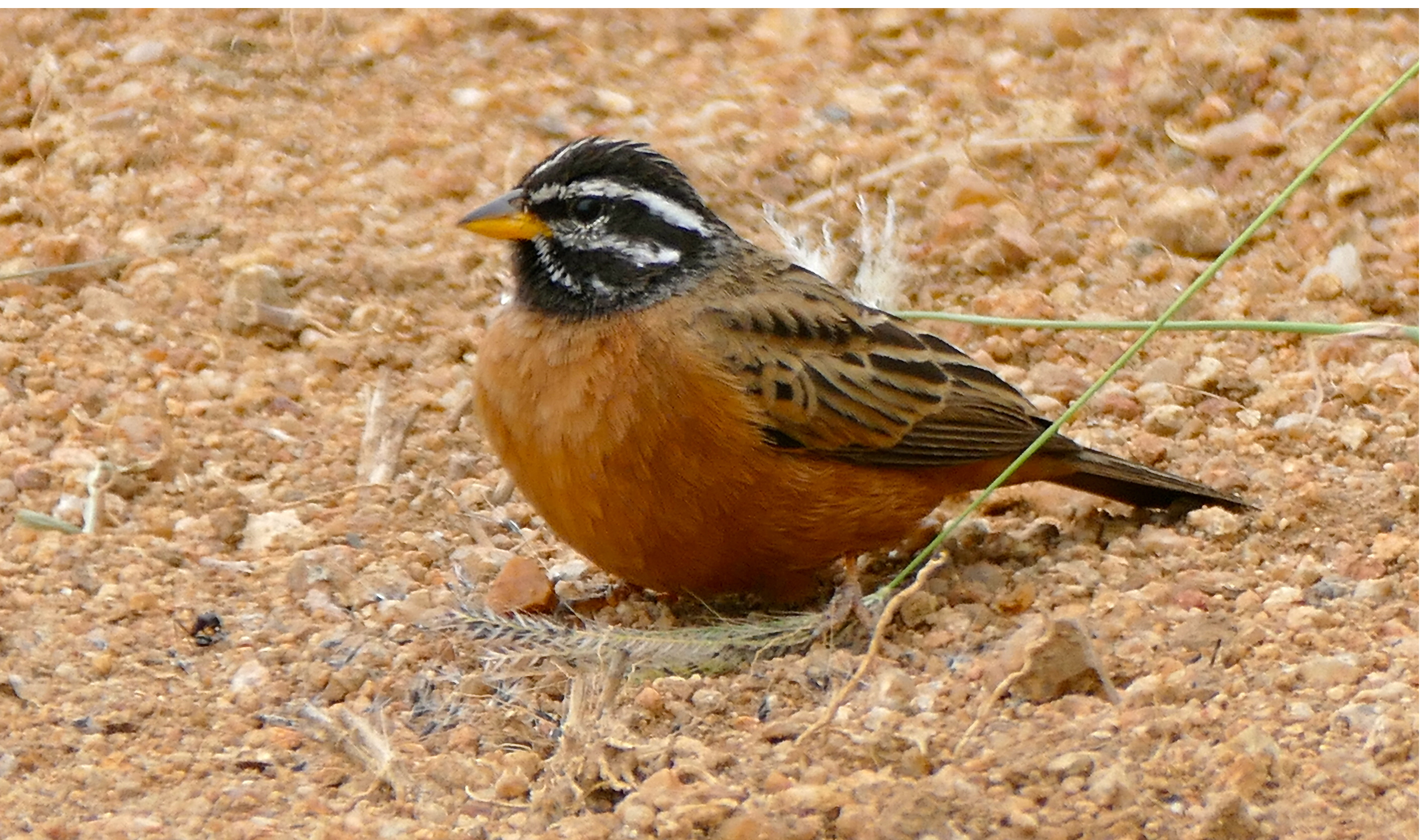
Sit canyella alimentant-se de llavors d'herba al Parc Nacional Kruger, Sud-àfrica.

Normalment es veuen sols o en parelles, però també s'agrupen en grups de 3-4, i fins i tot de 6-8, però amb menys freqüència. Tanmateix, els individus migradors es poden agrupar trobar en estols de 40 exemplars. Els cops de cua són un comportament comú que defineix els Emberiza i s'utilitza mentre salta a terra per fer-los més visibles per als companys i altres ocells. El comportament de festeig inclou els mascles perseguint la femella en vol, portant materials del niu al niu o fent "moviments de conformació del niu", i les femelles movent les ales mentre emeten un so especial que es repeteix. El comportament agressiu inclou una posició del cap endavant amb el bec trencat o bocabadat, i el bec es trenca amb més freqüència quan la por és més forta que l'agressió. Quan es barallen, emetent sons semblants a «txaa», «eee» i «txu». La reacció al perill inclou quedar-se immòbil i observar quan el nivell d'amenaça percebut és baix o fugir i fer piulades d'alarma. La reacció al nivell de perill més alt inclou l'assetjament del depredador.
De tant en tant, el sit canyella pot fer incursions a llocs habitats i en alguns països són capturats per al comerç com ocell de gàbia, però s'adapta bé en captivitat.

## Taxonomia isistemàtica
El sit canyella va ser descrit formalment el 1836 pel zoòleg escocès Andrew Smith amb el nom binomial actual Emberiza tahapisi. La descripció es va basar en exemplars trobats prop de la font del riu Vaal a Sud-àfrica. L'epítet específic «tahapisi»prové de la paraula tswana "Thagapitse" que s'utilitza per a diversos pinsans de la família Emberizidae.
Són petits passeriformes del gènere Emberiza, Hi ha hagut discrepàncies pel que fa a la relació amb altres espècies i subespècies. Anteriorment s'havien reconegut sis subespècies del sit canyella, inclosa E. t. goslingi, E. t. septemstriata, E. t. aràbiga, E.t. insularis, E. t. tahapisi, i E. t. nivenorum. però les anàlisis mitocondrials recents suggereixen que E. t. gosling (Emberiza goslingi) hauria de ser tractat com una espècie separada. Arran dels treballs de Kirwan el 2007 i Redman et al. el 2009, la subespècie insularis (localitzada a Socotra) es va incloure en l'espècie nominal tahapisi.
Encara no hi ha un consens clar sobre E. t. septemstriata que es creu que és un híbrid entre l'espècie nominal i el sit gorja-grís. La denominació científica alternativa seria Fringillaria tahapisi.
Així doncs, actualment i segons la classificació del Congrés Ornitològic Internacional (versió 13.1, 2023) aquesta espècie està formada per quatre subespècies:
- E. t. arabica (Lorentz von Liburnau L et Hellmayr, 1902). Sud de la Península Aràbiga.
- E. t. nivenorum (Winterbottom, 1965). Des del sud d'Angola fins a Namíbia central.
- E. t. septemstriata Rüppell, 1837. Des de l'est de Sudan, a través d'Eritrea i Etiòpia fins al nord-oest de Somàlia.
- E. t. tahapisi A. Smith, 1836. Des del sud d'Etiòpia fins al sud-est de Sud-àfrica, i al sud de Gabon, Angola i el sud de la República Democràtica del Congo.